# 7327 Crawford
7327 Crawford è un asteroide della fascia principale. Scoperto nel 1983, presenta un'orbita caratterizzata da un semiasse maggiore pari a 2,2004619 UA e da un'eccentricità di 0,1909905, inclinata di 3,85396° rispetto all'eclittica.